# Середняки
Середняки́ — село в Україні, в Миргородському районі Полтавської області. Населення становить 545 осіб. Входить до складу Петрівсько-Роменської сільської громади.

## Географія
Розташоване в північній частині Миргородського району на р. Шамрайці (впадає у р. Татарку), на відстані 1,5 км від сіл Венеславівка, Ветхалівка та Коновалове. Поруч проходить залізниця, станція Коновалове за 2 км.

## Історія
Засноване наприкінці 17 ст. на місці козацького сторожового пункту між Гадячем і Лохвицею, що належав до Гадяцького замку. Перша згадка припадає на 1718, коли гетьман І. Скоропадський передав їх у володіння полкового писаря Олександра Ситенського. 11 дворів (1730). За переписом 1764 селом володів полковий обозний Йосип Ситенський.
Село належало до Гадяцької першої сотні Гадяцького полку. Після ліквідації полкового устрою спочатку входили до Лохвицького, потім до Гадяцького повітів Чернігівського намісництва, з 1796 — до Малоросійської губернії.
1757 Й. Ситенський збудував першу церкву Іоанна Многостраждального.
З 1802 село у складі Полтавської губернії.
За даними на 1859 рік у власницькому та козацькому селі Гадяцького повіту мешкала 891 особа (432 чоловічої статі та 459 — жіночої), налічувалось 100 дворових господарств, існувала православна церква та поштова станція.
1883—84 зведено нову дерев'яну церкву з дзвіницею за допомогою дійсного статського радника Прокопія Адріановича Устимовича. При ній приписана Троїцька домова церква на хуторі Ветхалівці, яку звела на кошти чоловіка вдова Устимовича Софія Олександрівна. При ній діяли: бібліотека, земське училище, церковна сторожка.
1892 відкрито церковнопарафіяльну школу, 1894 — земську.
1910 року село відносилось до Петрівської волості, мало 259 господарств, 19 вітряків, 2 ковальські і слюсарні майстерні. Жителі займалися теслярством, кравецтвом, шевством, ткацтвом та ін.
Радянську окупацію проголошено у січні 1918.
З 1923 — центр сільради в складі Петрівського району Роменської округи, 1878 жителі.
1924 року створено кооператив. 22 господарства об'єдналося у ТСОЗ ім. 11-річчя Жовтня (1928). 1931 року створено два колгоспи: ім. 11-річчя Жовтня та «Червоне життя», які через рік злилися в один, а 1934 розділилися на два ім. К. Є. Ворошилова та «Заповіт Леніна». Того ж року в село прибув перший трактор. У 1936—1940 колгосп «Заповіт Ілліча» збудував свинарник, три стайні, корівник, два зерносховища, працювала МТС.
У селі діяли: школа з трирічним строком навчання (з 1917), семирічка (з 1931), лікарня, пологовий будинок, пошта, ощадна каса, клуб.
Під час німецької окупації (19.09.1941 — 12.09.1943) гітлерівці відправили до Німеччини 31 чоловік, спалили і зруйнували всі сільські установи, крім школи, де містилася стайня.
1950 колгоспи «Заповіт Ілліча» та ім. К. Є. Ворошилова об'єдналися в один ім. С. М. Кірова, який 1959 об'єднався з колгоспом ім. Т. Г. Шевченка під назвою останнього (з 1966 — ім. М. Горького). У Середняках була розташовані його центральна садиба (спеціалізація — зернові та городні культури), відділення зв'язку і Ощадбанку, неповна середня школа з клубом книголюбів «Середняківські проліски», фельдшерсько-акушерський пункт, аптека, дитсадок на 25 місць, Будинок культури (збудовано 1936 з розібраної церкви) на 250 місць, бібліотека (9,6 тис. од. зб.), майстерня райпобут комбінату, лазня. 644 ж. (1990).
Село постраждало внаслідок геноциду українського народу, проведеного окупаційним урядом СССР 1923-1933 та 1946-1947 роках.
До 2017 року було адміністративним центром Середняківської сільської ради, якій також були підпорядковані села Ветхалівка, Коновалове.

## Населення

### Мова
Розподіл населення за рідною мовою за даними перепису 2001 року:
| Мова            | Кількість | Відсоток |
| --------------- | --------- | -------- |
| українська      | 525       | 96.33%   |
| російська       | 18        | 3.30%    |
| інші/не вказали | 2         | 0.37%    |
| Усього          | 545       | 100%     |

## Пам'ятки
У селі пам'ятники М. Горькому (1970), на братській могилі рад. воїнів, які загинули (32 чол.) при визволенні 1943 Середняків від нім.-нацист, загарбників (1956), та обеліск (1965) у пам'ять про воїнів-односельців, полеглих (136 чол.) на фронтах Другої Світової війни.

## Відомі люди
- Савич Микола Іванович (1808—1892) — український громадський діяч, публіцист, член Кирило-Мефодіївського братства.
- Сафі Байс (нар. 1991) — українська письменниця (викладала у Середняківській середній школі у 2013—2014 роках).

## Додаткова інформація
«Середняківські проліски» — літературно-творчий гурток (згодом — клуб книголюбів) середняківської 8-річної школи. Діє від 1962 під керівництвом директора школи П. П. Бойка. 1965 укр. поет П. Тичина присвятив учням школи вірш «Жайворін, прилітай іше разі» і подарував свої твори з автографом. Гуртківці пишуть власні твори, збирають фольклор.